# St. Petersburg Ladies Trophy 2019
St. Petersburg Ladies Trophy 2019 byl tenisový turnaj ženského profesionálního okruhu WTA Tour, hraný v aréně Sibur na dvorcích s tvrdým povrchem Rebound Ace. Konal se mezi 28. lednem až 3. únorem 2019 v ruském Petrohradu jako jubilejní desátý ročník turnaje.
Rozpočet činil 823 000 dolarů. V rámci WTA Tour se řadil do kategorie WTA Premier Tournaments. Nejvýše nasazenou hráčkou ve dvouhře se stala světová dvojka a obhájkyně titulu Petra Kvitová z Česka, kterou ve čtvrtfinále vyřadila Chorvatka Donna Vekićová. Jako poslední přímá účastnice do dvouhry nastoupila 49. hráčka žebříčku Belgičanka Alison Van Uytvancková.
Osmý singlový titul na okruhu WTA Tour vybojovala 27letá Nizozemka Kiki Bertensová. První společnou trofej ze čtyřhry si připsal ruský pár Margarita Gasparjanová a Jekatěrina Makarovová.

## Distribuce bodů a finančních odměn

### Distribuce bodů
| Soutěž  | vítězky | finalistky | semifinalistky | čtvrtfinalistky | 16 v kole | 32 v kole | Q  | Q3 | Q2 | Q1 |
| ------- | ------- | ---------- | -------------- | --------------- | --------- | --------- | -- | -- | -- | -- |
| dvouhra | 470     | 305        | 185            | 100             | 55        | 1         | 25 | 18 | 13 | 1  |
| čtyřhra | 470     | 305        | 185            | 100             | 1         | —         | —  | —  | —  | —  |

### Finanční odměny
| Soutěž                                | vítězky  | finalistky | semifinalistky | čtvrtfinalistky | 16 v kole | 32 v kole | Q3     | Q2     | Q1   |
| ------------------------------------- | -------- | ---------- | -------------- | --------------- | --------- | --------- | ------ | ------ | ---- |
| dvouhra                               | $141 500 | $75 555    | $40 360        | $21 700         | $11 640   | $7 385    | $3 325 | $1 770 | $980 |
| čtyřhra                               | $44 200  | $23 615    | $12 905        | $6 565          | $3 570    | —         | —      | —      | —    |
| částky ve čtyřhře jsou uvedeny na pár |          |            |                |                 |           |           |        |        |      |

## Ženská dvouhra

### Nasazení
| Stát                           | Hráčka             | WTA | Nasazení |
| ------------------------------ | ------------------ | --- | -------- |
| Česko                          | Petra Kvitová      | 6.  | 1.       |
| Nizozemsko                     | Kiki Bertensová    | 9.  | 2.       |
| Rusko                          | Darja Kasatkinová  | 10. | 3.       |
| Bělorusko                      | Aryna Sabalenková  | 11. | 4.       |
| Německo                        | Julia Görgesová    | 13. | 5.       |
| Lotyšsko                       | Jeļena Ostapenková | 22. | 6.       |
| Slovensko                      | Dominika Cibulková | 25. | 7.       |
| Chorvatsko                     | Donna Vekićová     | 29. | 8.       |
| Žebříček WTA ke 14. lednu 2019 |                    |     |          |

### Jiné formy účasti
Následující hráčky obdržely divokou kartu do hlavní soutěže:
- Viktoria Azarenková
- Olga Danilovićová
- Jekatěrina Makarovová
- Věra Zvonarevová

Následující hráčka nastoupila do hlavní soutěže pod žebříčkoou ochranou:
- Timea Bacsinszká

Následující hráčky postoupily z kvalifikace:
- Jekatěrina Alexandrovová
- Ysaline Bonaventureová
- Margarita Gasparjanová
- Tereza Martincová

Následující hráčky postoupily jako tzv. šťastné poražené:
- Katie Boulterová
- Veronika Kuděrmetovová

### Odhlášení
před zahájením turnaje
- Dominika Cibulková → nahradila ji  Katie Boulterová
- Camila Giorgiová → nahradila ji  Veronika Kuděrmetovová
- Aljaksandra Sasnovičová → nahradila ji  Kirsten Flipkensová
- Carla Suárezová Navarrová → nahradila ji  Alison Van Uytvancková

v průběhu turnaje
- Maria Šarapovová (poranění pravého ramene)

## Ženská čtyřhra

### Nasazení
| Stát                                                                      | Hráčka                 | Stát       | Hráčka                | WTA  | Nasazení |
| ------------------------------------------------------------------------- | ---------------------- | ---------- | --------------------- | ---- | -------- |
| USA                                                                       | Raquel Atawová         | Slovinsko  | Katarina Srebotniková | 51.  | 1.       |
| Francie                                                                   | Kristina Mladenovicová | Kazachstán | Galina Voskobojevová  | 68.  | 2.       |
| Japonsko                                                                  | Šúko Aojamová          | Bělorusko  | Lidzija Marozavová    | 83.  | 3.       |
| Švýcarsko                                                                 | Timea Bacsinszká       | Rusko      | Věra Zvonarevová      | 121. | 4.       |
| Žebříček WTA k 14. lednu 2019; číslo je součtem umístění obou členek páru |                        |            |                       |      |          |

### Jiné formy účasti
Následující pár obdržel divokou kartu do hlavní soutěže:
- Darja Mišinová /  Jekatěrina Šalimovová

## Přehled finále

### Ženská dvouhra
- Kiki Bertensová vs.  Donna Vekićová, 7–6(7–2), 6–4

### Ženská čtyřhra
- Margarita Gasparjanová /  Jekatěrina Makarovová vs.  Anna Kalinská /  Viktória Kužmová, 7–5, 7–5